# Hamadab

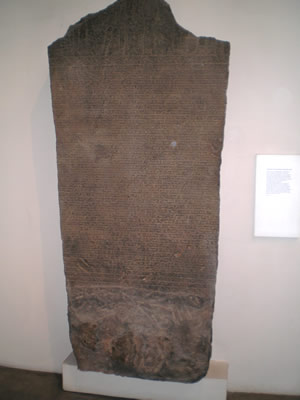
Stele der Amanirenas

Hamadab ist der Name eines Ortes in Sudan, bei dem sich Reste einer antiken Stadt befinden.
Der Name wurde vom nahe gelegenen Dorf Dumat al Hamadab entlehnt, da der antike Name der Stadt vorerst unbekannt ist.
Die antike Stadt Hamadab liegt circa 3 km südlich von Meroe und kann deshalb fast als ein Vorort von Meroe, ebenfalls eine unbewohnte Ruinenstadt, bezeichnet werden.
Das Ruinenfeld besteht heute aus zwei Hügeln (200 × 250 m und 250 × 500 m),  und ist damit ungefähr gleich groß wie Meroe. Die beiden Hügel werden von einem Nilarm getrennt, der allerdings im Winter kein Wasser führt. Sie sind etwa vier Meter höher als das Land am Nilufer. In der nordöstlichen der beiden Siedlungen wurde 1914 ein Tempel ausgegraben, vor dem sich zwei Stelen der Königin Amanirenas und des Akinidad fanden. Der im Tempel verehrte Gott ist unbekannt. Es wurde Amun vermutet.
Neuere Grabungen in Hamadab finden seit 2001 statt. Demnach war das Stadtgebiet dicht mit Lehmziegel-Häusern bebaut und von einer Mauer umgeben. Ihre Ursprünge sind bisher unbekannt. Die Stadt scheint im 4. nachchristlichen Jahrhundert aufgegeben worden zu sein.